# In balìa di una sorte avversa
In balìa di una sorte avversa (titolo originale: The Unfortunates) è un romanzo sperimentale dello scrittore inglese Bryan Stanley Johnson. Si tratta di un "libro in una scatola" (book in a box), in cui l'ordine dei capitoli viene stabilito dal lettore. Uscito in poche copie nel 1969, è diventato in breve tempo un oggetto da collezione. Nel 2004 la biografia di Johnson scritta da Jonathan Coe ha richiamato l'attenzione sulla sua opera, e il romanzo è stato ripubblicato nel 2008 dalla casa editrice statunitense New Directions. L'edizione in lingua italiana è invece del 2011 ed è l'unico libro dell'autore a essere tradotto in Italia.

## Struttura
Il romanzo si compone di 27 capitoli non rilegati racchiusi in una scatola. Il primo e l'ultimo, indicati come tali, sono fissi, mentre i fascicoli dei 25 centrali possono essere disposti a piacere dal lettore, che in questo modo ne stabilisce l'ordine e la scansione.

## Trama
Un cronista sportivo è inviato in una piccola città delle Midlands per seguire la partita della squadra locale. Qui il protagonista dovrà affrontare i fantasmi del passato e il ricordo di un amico, originario di quei luoghi, morto di cancro in giovane età.

## Edizioni
- B.S. Johnson, The Unfortunates, Secker and Warburg, London 1969
- B.S. Johnson, The Unfortunates, New Directions, New York 2008
- B.S. Johnson, In balìa di una sorte avversa, a cura di E. Terrinoni, pref. di J. Coe, Rizzoli, Milano 2011